# Démographie du département des Ardennes
La démographie des Ardennes est caractérisée par une faible densité, une population vieillissante en forte régression depuis quelques décennies.
Avec ses 267 204 habitants en 2022, le département français des Ardennes se situe en 79e position sur le plan national.
En six ans, de 2015 à 2021, sa population a diminué de près de 8 900 unités, c'est-à-dire de plus ou moins 1 480 personnes par an. Mais cette variation est différenciée selon les 448 communes que comporte le département.
La densité de population des Ardennes, 51,1 habitants par kilomètre carré en 2022, est deux fois inférieure à celle de la France entière qui est de 107,1 hab./km2 pour la même année.

## Évolution démographique du département des Ardennes
Les Ardennes sont un département à faible densité de population. 
La répartition démographique du département se caractérise par une partie sud désertique, avec seulement deux agglomérations, Rethel et Vouziers, et la partie nord beaucoup plus peuplée, avec Charleville-Mézières et Sedan. La majeure partie de la population se concentre sur les rives de la Meuse. 
Le taux de natalité de la population ardennaise s'établit à un niveau supérieur à la moyenne nationale, avec un solde naturel de plus de 1 000 naissances par an, mais également avec un déficit démographique de plus de 1 000 habitants par an. Il s'agit donc d'une population vieillissante, les jeunes préférant partir pour des raisons économiques. Ainsi le département dispose d'un nombre honorable de jeunes de 0 à 20 ans, mais a contrario de peu de 20-30 ans. Cette saignée est sans doute due au manque d'emplois, notamment dans les domaines industriel et tertiaire, et à la faiblesse du tissu universitaire dans le département.
L'activité de la population ardennaise est marquée par une forte part dans l'industrie (près d'un quart de la population active), ainsi que dans l'agriculture. Les deux seuls pôles urbains sont Charleville-Mézières et Sedan qui regroupent à elles seules près d'un tiers de la population ardennaise. 
La vallée de la Meuse est encore à l'heure actuelle une région importante du département de par son importance industrielle, et de par sa population.

### Évolution démographique du département des Ardennes
En 2022, le département comptait 267 204 habitants, en évolution de −2,97 % par rapport à 2016 (France hors Mayotte : +2,11 %).
| 1791    | 1801    | 1806    | 1821    | 1826    | 1831    | 1836    | 1841    | 1846    |
| ------- | ------- | ------- | ------- | ------- | ------- | ------- | ------- | ------- |
| 247 612 | 246 925 | 259 795 | 266 985 | 281 624 | 290 622 | 306 861 | 319 167 | 326 823 |

| 1851    | 1856    | 1861    | 1866    | 1872    | 1876    | 1881    | 1886    | 1891    |
| ------- | ------- | ------- | ------- | ------- | ------- | ------- | ------- | ------- |
| 331 296 | 322 138 | 329 111 | 326 864 | 320 217 | 326 782 | 333 675 | 332 759 | 324 923 |

| 1896    | 1901    | 1906    | 1911    | 1921    | 1926    | 1931    | 1936    | 1946    |
| ------- | ------- | ------- | ------- | ------- | ------- | ------- | ------- | ------- |
| 318 865 | 315 589 | 317 505 | 318 896 | 277 811 | 297 448 | 293 746 | 288 632 | 245 335 |

| 1954    | 1962    | 1968    | 1975    | 1982    | 1990    | 1999    | 2006    | 2011    |
| ------- | ------- | ------- | ------- | ------- | ------- | ------- | ------- | ------- |
| 280 490 | 300 247 | 309 380 | 309 306 | 302 338 | 296 357 | 290 130 | 285 653 | 283 110 |

| 2016    | 2021    | 2022    | - | - | - | - | - | - |
| ------- | ------- | ------- | - | - | - | - | - | - |
| 275 371 | 268 859 | 267 204 | - | - | - | - | - | - |

Les grandes dates de l'histoire démographique du département des Ardennes pendant la période contemporaine sont les suivantes :
- 1801 : minimum démographique pour le département dans tout le XIXe siècle.
- 1851 : premier pic démographique du département atteint pendant la Seconde République.
- 1881 : maximum démographique pour le département dans toute la période contemporaine.
- 1911 : maximum démographique pour le département dans tout le XXe siècle mais il est loin du record démographique de 1881.
- 1921 : à la suite de la Première Guerre mondiale, le département enregistre sa deuxième plus forte baisse démographique jamais enregistrée dans toute la période contemporaine avec - 41 085 habitants entre 1911 et 1921.
- 1946 : chiffre de population le plus bas jamais enregistré dans toute la période contemporaine - c'est-à-dire depuis 1801. C'est également dans cette période que le département enregistre sa plus forte chute démographique avec - 43 297 habitants entre 1936 et 1946.
- 1962 : le département repasse au-dessus des 300 000 habitants, chiffre qui n'avait pas été atteint depuis le lendemain de la Première Guerre mondiale.
- 1968 : maximum démographique atteint depuis 1921.
- 1975 : début de la chute démographique.
- 2007 : depuis le début du XXIe siècle, le département continue d'enregistrer une baisse démographique, entamée sans interruption depuis 1975.

## Population par divisions administratives

### Arrondissements
Le département des Ardennes comporte quatre arrondissements depuis 1942 et s'étend sur une surface totale de 5 229 km2. 
Parmi ces quatre arrondissements, celui de Charleville-Mézières est de loin le plus étendu avec 1 825,3 km2 où il occupe plus du tiers de la superficie du département avec 35 %. Il s'étend sur toute la partie nord-ouest du département et doit cette importante superficie à l'annexion de l'ancien arrondissement de Rocroi qui a été supprimé par la loi Poincaré de 1926. 
Il est suivi par l'arrondissement de Vouziers qui, avec une surface de  1 412,2 km2, occupe un peu plus du quart de la superficie du département avec 27 %. Il est situé dans la partie sud-est du département. 
L'arrondissement de Rethel qui englobe la partie sud-ouest du département ardennais se classe au troisième rang s'étendant sur 1 199,7 km2, ce qui représente un peu plus du cinquième de l'espace départemental avec 22,9 %. 
Enfin, l'arrondissement de Sedan qui en est le plus petit des quatre par sa superficie s'étend sur la partie nord-est du département sur une superficie de 792,2 km2 et occupe tout juste le sixième de la superficie départementale avec 15,1 %. À titre de comparaison, il est deux fois moins étendu que l'arrondissement de Charleville-Mézières.
La population se concentre principalement sur l'arrondissement de Charleville-Mézières, qui recense 57 % de la population totale du département en 2022, avec une densité de 83,7 hab./km2, contre 21 % pour l'arrondissement de Sedan, 14 % pour celui de Rethel et 8 % pour celui de Vouziers.
| Arrondissement       | Population(2022) | Variation(2022/2016)                       | Superficie(km2) | Densité(hab./km2) |
| -------------------- | ---------------- | ------------------------------------------ | --------------- | ----------------- |
| Charleville-Mézières | 152 746          | en évolution de −3,33 % par rapport à 2016 | 1 825,3         | 83,7              |
| Sedan                | 56 363           | en évolution de −3,05 % par rapport à 2016 | 792,2           | 71,1              |
| Rethel               | 37 306           | en évolution de −0,21 % par rapport à 2016 | 1 199,7         | 31,1              |
| Vouziers             | 20 789           | en évolution de −4,84 % par rapport à 2016 | 1 412,2         | 14,7              |
| Source : Insee.      |                  |                                            |                 |                   |

La situation démographique actuelle des arrondissements du département des Ardennes découle d'un net clivage qui s'est creusé entre les  arrondissements industriels et urbains du nord et les arrondissements ruraux du sud qui n'a fait que de se renforcer depuis le lendemain de la Seconde Guerre mondiale jusqu'à l'aube du XXIe siècle où, depuis, la tendance semble s'inverser au profit des arrondissements méridionaux, du moins pour celui de Rethel qui profite dorénavant du rayonnement urbain de la grande métropole régionale rémoise distante d'une trentaine de kilomètres à l'ouest. 

### Communes de plus de2 000 habitants
Sur les 448 communes que comprend le département des Ardennes, 20 ont en 2021 une population municipale supérieure à 2 000 habitants, sept ont plus de 5 000 habitants et deux ont plus de 10 000 habitants : Charleville-Mézières et Sedan.
Les évolutions respectives des communes de plus de 2 000 habitants sont présentées dans le tableau ci-après.
| Commune              | Population(2022) | Variation(2022/2016)                       | Superficie(km2) | Densité(hab./km2) |
| -------------------- | ---------------- | ------------------------------------------ | --------------- | ----------------- |
| Charleville-Mézières | 45 634           | en évolution de −2,24 % par rapport à 2016 | 31,44           | 1 451,5           |
| Sedan                | 16 727           | en évolution de −0,71 % par rapport à 2016 | 16,28           | 1 027,5           |
| Rethel               | 7 435            | en évolution de −2,96 % par rapport à 2016 | 18,58           | 400,2             |
| Givet                | 6 356            | en évolution de −5,91 % par rapport à 2016 | 18,41           | 345,2             |
| Revin                | 5 795            | en évolution de −9,92 % par rapport à 2016 | 38,42           | 150,8             |
| Nouzonville          | 5 548            | en évolution de −5,76 % par rapport à 2016 | 10,92           | 508,1             |
| Bogny-sur-Meuse      | 4 947            | en évolution de −4,29 % par rapport à 2016 | 23,16           | 213,6             |
| Vouziers             | 3 862            | en évolution de −11,4 % par rapport à 2016 | 42,48           | 90,9              |
| Villers-Semeuse      | 3 628            | en évolution de +1,03 % par rapport à 2016 | 7,03            | 516,1             |
| Vrigne aux Bois      | 3 524            | en évolution de −3,32 % par rapport à 2016 | 22,57           | 156,1             |
| Fumay                | 3 118            | en évolution de −10,3 % par rapport à 2016 | 37,56           | 83                |
| Vivier-au-Court      | 2 811            | en évolution de −5,64 % par rapport à 2016 | 9,34            | 301               |
| Carignan             | 2 745            | en évolution de −5,61 % par rapport à 2016 | 14,01           | 195,9             |
| Bazeilles            | 2 459            | en évolution de +1,36 % par rapport à 2016 | 37,49           | 65,6              |
| Floing               | 2 277            | en évolution de −4,97 % par rapport à 2016 | 7,43            | 306,5             |
| Rocroi               | 2 256            | en évolution de −4,29 % par rapport à 2016 | 50,41           | 44,8              |
| Mouzon               | 2 236            | en évolution de −4,69 % par rapport à 2016 | 41,83           | 53,5              |
| Nouvion-sur-Meuse    | 2 235            | en évolution de −0,89 % par rapport à 2016 | 9,06            | 246,7             |
| Monthermé            | 2 155            | en évolution de −7,79 % par rapport à 2016 | 32,33           | 66,7              |
| Douzy                | 2 149            | en évolution de −0,09 % par rapport à 2016 | 20,2            | 106,4             |
| Source : Insee.      |                  |                                            |                 |                   |

## Structures des variations de population

### Soldes naturels et migratoires sur la période 1968-2021
La variation moyenne annuelle, en décroissance depuis les années 1970, est négative passant de −0 à −0,5 %.
Le solde naturel annuel qui est la différence entre le nombre de naissances et le nombre de décès enregistrés au cours d'une même année, a baissé, passant de 0,7 à −0,1 %. La baisse du taux de natalité, qui passe de 18,5 à 9,5 ‰, n'est pas compensée par un taux de mortalité, qui parallèlement passe de 11,1 à 10,8 ‰.
Le flux migratoire reste négatif sur la période courant de 1968 à 2021, passant de −0,7 à −0,4 %.
| Indicateurs démographiques                       | 1968 à1975 | 1975 à1982 | 1982 à1990 | 1990 à1999 | 1999 à2010 | 2010 à2015 | 2015 à2021 |
| ------------------------------------------------ | ---------- | ---------- | ---------- | ---------- | ---------- | ---------- | ---------- |
| Variation annuelle moyenne de la population en % | -0,0       | -0,3       | -0,2       | -0,2       | -0,2       | -0,4       | -0,5       |
| - due au solde naturel en %                      | 0,7        | 0,5        | 0,5        | 0,3        | 0,3        | 0,1        | -0,1       |
| - due au solde apparent des entrées sorties en % | -0,7       | -0,8       | -0,7       | -0,6       | -0,5       | -0,5       | -0,4       |
| Taux de natalité en ‰                            | 18,5       | 15,3       | 14,8       | 12,8       | 12,3       | 11,1       | 9,5        |
| Taux de mortalité en ‰                           | 11,1       | 10,7       | 10,1       | 9,6        | 9,7        | 9,9        | 10,8       |
| Source : Insee.                                  |            |            |            |            |            |            |            |

### Mouvements naturels sur la période 2014-2022
En 2014, 2 966 naissances ont été dénombrées contre 2 735 décès. Le nombre annuel des naissances a diminué depuis cette date, passant à 2 394 en 2022, indépendamment à une augmentation, mais relativement faible, du nombre de décès, avec 3 081 en 2022. Le solde naturel est ainsi négatif et diminue, passant de 231 à -687.
Pour des raisons techniques, il est temporairement impossible d'afficher le graphique qui aurait dû être présenté ici.

## Densité de population
En 2021, la densité était de 51,4 hab./km2.
| 1968 |  | 59.2 |  |

| 1975 |  | 59.1 |  |

| 1982 |  | 57.8 |  |

| 1990 |  | 56.7 |  |

| 1999 |  | 55.5 |  |

| 2010 |  | 54.2 |  |

| 2015 |  | 53.1 |  |

| 2021 |  | 51.4 |  |

## Répartition par sexes et tranches d'âges
La population du département est plus âgée qu'au niveau national.
En 2021, le taux de personnes d'un âge inférieur à 30 ans s'élève à 32,7 %, soit en dessous de la moyenne nationale (35,1 %). À l'inverse, le taux de personnes d'âge supérieur à 60 ans est de 29,2 % la même année, alors qu'il est de 26,6 % au niveau national.
En 2021, le département comptait 131 339 hommes pour 137 520 femmes, soit un taux de 51,15 % de femmes, légèrement inférieur au taux national (51,61 %).
Les pyramides des âges du département et de la France s'établissent comme suit.
| Hommes | Classe d’âge | Femmes |
| ------ | ------------ | ------ |
| 0,6    | 90 ou +      | 1,9    |
| 7,1    | 75-89 ans    | 10,1   |
| 19     | 60-74 ans    | 19,5   |
| 21     | 45-59 ans    | 20,3   |
| 17,5   | 30-44 ans    | 17,3   |
| 16,6   | 15-29 ans    | 14,2   |
| 18     | 0-14 ans     | 16,6   |

| Hommes | Classe d’âge | Femmes |
| ------ | ------------ | ------ |
| 0,7    | 90 ou +      | 1,9    |
| 7,0    | 75-89 ans    | 9,5    |
| 16,6   | 60-74 ans    | 17,5   |
| 20,0   | 45-59 ans    | 19,5   |
| 18,8   | 30-44 ans    | 18,3   |
| 18,3   | 15-29 ans    | 16,7   |
| 18,6   | 0-14 ans     | 16,7   |

## Répartition par catégories socioprofessionnelles
La catégorie socioprofessionnelle des ouvriers est surreprésentée par rapport au niveau national. Avec 16,1 % en 2021, elle est 4,4 points au-dessus du taux national (11,7 %). La catégorie socioprofessionnelle des cadres et professions intellectuelles supérieures est quant à elle sous-représentée par rapport au niveau national. Avec 4,3 % en 2021, elle est 5,8 points en dessous du taux national (10,1 %).
| Catégorie socioprofessionnelle                    | 2015    | 2015 | 2021    | 2021 | Détails de l'année 2021 | Détails de l'année 2021 | Détails de l'année 2021            | Détails de l'année 2021            | Détails de l'année 2021            |
| Catégorie socioprofessionnelle                    | Nb      | %    | Nb      | %    | Hommes                  | Femmes                  | Part en % de la population âgée de | Part en % de la population âgée de | Part en % de la population âgée de |
| Catégorie socioprofessionnelle                    | Nb      | %    | Nb      | %    | Hommes                  | Femmes                  | 15 à 24 ans                        | 25 à 54 ans                        | 55 ans ou +                        |
| ------------------------------------------------- | ------- | ---- | ------- | ---- | ----------------------- | ----------------------- | ---------------------------------- | ---------------------------------- | ---------------------------------- |
| Agriculteurs exploitants                          | 2 894   | 1,3  | 2 605   | 1,2  | 2 037                   | 568                     | 0,3                                | 1,6                                | 1,0                                |
| Artisans, commerçants, chefs d'entreprise         | 6 694   | 3,0  | 6 756   | 3,0  | 4 655                   | 2 100                   | 0,6                                | 5,0                                | 1,8                                |
| Cadres et professions intellectuelles supérieures | 10 059  | 4,4  | 9 495   | 4,3  | 5 657                   | 3 839                   | 0,7                                | 7,4                                | 2,2                                |
| Professions intermédiaires                        | 25 992  | 11,5 | 27 525  | 12,4 | 12 690                  | 14 835                  | 8,2                                | 22,1                               | 4,1                                |
| Employés                                          | 36 961  | 16,3 | 35 497  | 15,9 | 7 991                   | 27 506                  | 14,8                               | 25,8                               | 6,7                                |
| Ouvriers                                          | 38 971  | 17,2 | 35 953  | 16,1 | 29 713                  | 6 239                   | 16,5                               | 25,9                               | 6,6                                |
| Retraités                                         | 66 035  | 29,1 | 65 890  | 29,6 | 31 096                  | 34 794                  | 0,0                                | 0,2                                | 66,5                               |
| Autres personnes sans activité professionnelle    | 39 181  | 17,3 | 39 106  | 17,5 | 13 620                  | 25 486                  | 59,0                               | 12,1                               | 11,1                               |
| Ensemble                                          | 226 788 | 100  | 222 826 | 100  | 107 459                 | 115 367                 | 100                                | 100                                | 100                                |
| Sources : Insee,.                                 |         |      |         |      |                         |                         |                                    |                                    |                                    |